# Sjarhej Žyhalka
Sjarhej Žyhalka (in bielorusso Сяргей Жыгалка?; Minsk, 28 marzo 1989) è uno scacchista bielorusso, noto come Sergei Zhigalko nei paesi occidentali.
Campione del mondo giovanile U14 nel 2003, è stato stabilmente nella top 100 del ranking mondiale dal luglio del 2012 al gennaio del 2016. È stato campione europeo blitz nel 2017. Ha vinto il campionato nazionale bielorusso per tre volte, nel 2009, nel 2012 e nel 2013.
Ha ottenuto il titolo di Maestro Internazionale nel 2004, e quello di Grande maestro nel 2007, all'età di 18 anni.
È fratello minore di Andrėj Žyhalka, anch'egli grande maestro.

## Principali risultati
Si mise in luce vincendo nel 2003 il campionato del mondo U14 di Kallithea in Grecia.
Nel dicembre 2017 a Katowice in Polonia si laurea Campione europeo di scacchi lampo.
Ha raggiunto il massimo rating FIDE in novembre 2013, con 2694 punti Elo, numero 56 al mondo e numero 1 tra i giocatori bielorussi.

## Altri risultati
- 2003 :  vince il campionato europeo giovanile U14 di Budua  (Magnus Carlsen si classificò terzo);
- 2006 :  vince il campionato europeo giovanile U18 di Castelnuovo in Montenegro;
- 2007 :  secondo nel campionato della Bielorussia;
- 2008 :  secondo nel campionato della Bielorussia;
- 2009 :  secondo nel campionato del mondo juniores (under-20);
- 2010 :  Primo pari merito con altri quattro giocatori al Georgy Agzamov Memorial di Tashkent, secondo per spareggio tecnico.[3]
- 2012 :  in settembre vince il torneo di Baku con 7 punti su 9 .[4]
- 2015 :  in gennaio vince per la terza volta il campionato nazionale della Bielorussia.[5]
- 2017 :  in dicembre a Katowice vince il Campionato Europeo Blitz.[6]

## Stile di gioco
Molto dotato nel gioco lampo, ha ottenuto, oltre alla vittoria del campionato europeo, un 35º e un 24º posto al mondiale blitz. Predilige aprire con 1.e4 ed entrare nella partita spagnola di Bianco, mentre di Nero usa spesso la difesa siciliana e la ovest-indiana.